# Krasniki
Krasniki (biał. Краснікі; ros. Красники) – wieś na Białorusi, w obwodzie witebskim, w rejonie dokszyckim, w sielsowiecie Biehomla. W 2009 roku liczyła 57 mieszkańców.